# Larry Lloyd
Laurence Valentine „Larry“ Lloyd (* 6. Oktober 1948 in Bristol; † 28. März 2024 in Nottinghamshire) war ein englischer Fußballspieler. Der Abwehrspieler war zunächst in der ersten Hälfte der 1970er-Jahre Bestandteil der von Bill Shankly trainierten Mannschaft des FC Liverpool, bevor er dann auch in der aufstrebenden Mannschaft von Nottingham Forest unter Brian Clough eine zentrale Rolle spielte und dort zweimal den Europapokal der Landesmeister gewann.

## Sportlicher Werdegang

### FC Liverpool (1969–1974)
Lloyd spielte anfänglich für den unterklassigen Verein Bristol Rovers, bevor er dann im April 1969 für 50.000 britische Pfund zum FC Liverpool wechselte. Der dortige Trainer Bill Shankly beabsichtigte mit dem Transfer des Innenverteidigers die Nachfolgebesetzung des in die Jahre gekommenen Mannschaftskapitäns Ron Yeats und fand in dem kopfballstarken Lloyd einen Spieler der „typisch britischen“ Prägung. Am 27. September 1969 absolvierte Lloyd im Stadion „The Hawthorns“ sein erstes Spiel bei West Bromwich Albion, das mit einem 2:2-Remis endete. Als Shankly fortan sein Team nahezu komplett umbaute, war Lloyd eine feste Größe an der Seite weiterer junger Spieler, auf die der Trainer des FC Liverpool nun baute.
Gemeinsam mit dem Mannschaftsführer Tommy Smith bildete der Lloyd die Innenverteidigung und das neue Herzstück in der Abwehr des FC Liverpool und als erster Zwischenerfolg stand 1971 das Erreichen des FA-Cup-Endspiels zu Buche. Dieses wurde gegen den frisch gebackenen englischen Meister FC Arsenal zwar mit 1:2 nach Verlängerung verloren, aber das Verteidigerpaar Smith-Lloyd galt zu dieser Zeit als die körperlich robusteste Abwehrformation im englischen Fußball, was auch dazu führte, dass Lloyd zu seinen ersten Länderspieleinsätzen für England kam. Am 19. Mai 1971 debütierte Lloyd in einer Partie der British Home Championship gegen Wales für die englische A-Nationalmannschaft und stand beim 0:0 gemeinsam mit seinen Liverpooler Mannschaftskollegen Smith, Chris Lawler und Emlyn Hughes auf dem Spielfeld.
Am 26. Februar 1972 schoss Lloyd beim 3:0-Sieg gegen Manchester United in Anfield sein erstes Tor für die „Reds“. Als er mit seinem Verein in der Saison 1972/73 sowohl die englische Meisterschaft als auch den UEFA-Pokal gewann, absolvierte Lloyd alle 54 Spiele und verpasste dabei nicht eine einzige Minute. Die Spielzeit markierte den Höhepunkt seiner Laufbahn beim FC Liverpool und anschließend sorgten sowohl Verletzungen als auch der aufstrebende Phil Thompson dafür, dass Lloyd seinen Stammplatz verlor und somit beim FA-Cup-Finalsieg gegen Newcastle United nicht dabei war.
Als Shankly zum Ende der Spielzeit 1973/74 seinen Posten in Liverpool aufgab, entschied sich sein Nachfolger Bob Paisley weiterhin für den noch jungen Thompson, da dieser gemeinsam mit Emlyn Hughes auch im Spielaufbau Stärken zeigte und sich Lloyd hingegen dort limitiert zeigte. Shankly verkaufte Lloyd am 15. August 1974 an den Abstiegskandidaten Coventry City und da Coventry ein deutlich wenig ambitionierter Erstligist war, wurde der Transfer als Degradierung Lloyds verstanden. Obwohl dieser noch nicht einmal 26 Jahre alt war, schien er somit seine beste Fußballerzeit bereits hinter sich gelassen zu haben.

### Nottingham Forest (1976–1981)
Nach zwei Jahren im Niemandsland der First Division wechselte Lloyd gar im Oktober 1976 in die zweitklassige Second Division, nachdem der dort aktive Trainer Brian Clough einem Hinweis seiner Kotrainers Peter Taylor gefolgt war und den ehemaligen Nationalspieler zunächst auf Leihbasis und später für die Schnäppchensumme in Höhe von 60.000 Pfund verpflichtete. Am 2. Oktober 1976 debütierte Lloyd zwar mit der 0:1-Niederlage bei Hull City im Boothferry Park zunächst wenig vielversprechend, aber am Ende der Saison 1976/77 war der Aufstieg in die First Division gelungen.
Danach ging es sowohl für Forest als auch für Lloyd kometenhaft nach oben, als der Aufsteiger auf Anhieb die englische Meisterschaft gewinnen konnte und Lloyd an der Seite von Kenny Burns eine effektive Innenverteidigung stellte. Zusätzlich gewann der Klub im gleichen Jahr den Ligapokal und Lloyd besiegte dabei im Finale ausgerechnet seinen alten Verein aus Liverpool. In der anschließenden Saison wurde die Leistung ein weiteres Mal gesteigert, als am Ende der Spielzeit 1978/79 der europäische Landesmeisterpokal gewonnen werden konnte - nach einem 3:2-Finalsieg gegen den FC Southampton verteidigte Forest zudem den Ligapokal. Als Titelverteidiger folgte 1980 eine weitere europäische Landesmeistertrophäe. Auch auf die Nationalmannschaftskarriere Lloyd wirkten sich die positiven Ergebnis aus, was zu einem weiteren Länderspieleinsatz führte. Diese mittlerweile vierte Partie für England - fast acht Jahre nach seinem dritten Länderspiel - endete jedoch mit einer 1:4-Niederlage gegen Wales und Lloyd sollte zu keinem weiteren Einsatz für sein Heimatland mehr kommen.
Bis zum Ende der Saison 1980/81 ließen Lloyds Leistungen deutlich nach und Clough verpflichtete im März 1981 den norwegischen Nationalspieler Jan Einar Aas. Im gleichen Monat verließ Lloyd Forest in Richtung Wigan Athletic, wo er fortan das Amt eines Spielertrainers ausübte.

## Nach der Spielerlaufbahn
Nach seiner zweijährigen Tätigkeit bei Wigan Athletic trainierte Lloyd zwischen Juli 1983 und August 1984 Notts County. Bis zum Jahre 2000 arbeitete er in Nottingham für den lokalen Radiosender „Century 106“ und zeichnete sich vor allem als scharfer Kritiker seines ehemaligen Vereins aus. Später lebte er in Spanien.

## Erfolge
- Europapokal der Landesmeister: 1979, 1980
- UEFA-Pokal: 1973
- Europäischer Supercup: 1979
- Englische Meisterschaft: 1973, 1978
- Englischer Ligapokal: 1978, 1979
- Charity Shield: 1978